# Episodi de Le sorelle McLeod (quinta stagione)
La quinta stagione della serie televisiva Le sorelle McLeod è stata trasmessa in prima visione in Australia da Nine Network nel 2005. 
In Italia è stata trasmessa in prima visione in chiaro da Rai 1 e sul satellite da Hallmark Channel.
| nº | Titolo originale               | Titolo italiano              | Prima TV USA | Prima TV Italia |
| -- | ------------------------------ | ---------------------------- | ------------ | --------------- |
| 1  | No man's land                  | Terra di nessuno             |              |                 |
| 2  | Little White Lies              | Piccole bugie bianche        |              |                 |
| 3  | Rules of Disengagement         | Regole di disimpegno         |              |                 |
| 4  | Once Were Heroes               | Eroi di un tempo             |              |                 |
| 5  | Return of the Black Queen      | Il ritorno della regina nera |              |                 |
| 6  | Do You Read Me... ?            | Mi senti... ?                |              |                 |
| 7  | Taking Care of Business        | Gestire gli affari           |              |                 |
| 8  | Old Flames                     | Vecchie fiamme               |              |                 |
| 9  | Body Blows                     | Un duro colpo                |              |                 |
| 10 | Sins of the Father             | La colpa dei padri           |              |                 |
| 11 | Boy Made Good                  | L'uomo che fece fortuna      |              |                 |
| 12 | The Pearl                      | La perla                     |              |                 |
| 13 | The Prodigal Daughter          | Ritorno in famiglia          |              |                 |
| 14 | Love and Obsession             | Amore e ossessione           |              |                 |
| 15 | One Long Long Day              | Una giornata interminabile   |              |                 |
| 16 | Down to Earth                  | Ritorno alla realtà          |              |                 |
| 17 | Heart of Gold                  | Un cuore d'oro               |              |                 |
| 18 | Taking Flight                  | Volare via                   |              |                 |
| 19 | Make Believe                   | Crederci                     |              |                 |
| 20 | Heaven and Earth               | Cielo e terra                |              |                 |
| 21 | Moonstruck                     | L'influenza della luna       |              |                 |
| 22 | If You Build It...             | Se lo costruisci             |              |                 |
| 23 | Out of Time                    | Tempo scaduto                |              |                 |
| 24 | Betwixt and Between            | Né carne né pesce            |              |                 |
| 25 | Truth or Dare                  | Il gioco della verità        |              |                 |
| 26 | The King and I                 | Il re e io                   |              |                 |
| 27 | Intentions                     | Intenzioni                   |              |                 |
| 28 | Stranger than Fiction          | Oltre ogni finzione          |              |                 |
| 29 | Twelve and a Half Hours Behind | Dodici ore indietro          |              |                 |
| 30 | Anniversary                    | Anniversario                 |              |                 |
| 31 | Body and Soul                  | Una sola anima               |              |                 |
| 32 | New Beginnings                 | Nuovi inizi                  |              |                 |